# Lesbians on Ecstasy
Lesbians on Ecstasy est un groupe féminin d'électro punk canadien, originaire de Montréal, au Québec. Le groupe, composé à l'origine de Fruity Frankie, alias Lynne T au chant, et de Bernie Bankrupt aux claviers, s'enrichit ensuite de la bassiste Véronique Mystique et de la batteuse Jackie the Jackhammer. Le nom du groupe fait référence à celui des Chicks on Speed. Peu d'activité recensée depuis 2007 mais une nouvelle track "Twelve past midnight" déposée sur bandcamp le 20 juin 2024 et une affiche sur leur compte Instagram pour un concert avec Rough Spells et HRT le 21 juin 2025 laissent supposer que le groupe joue encore.

## Biographie

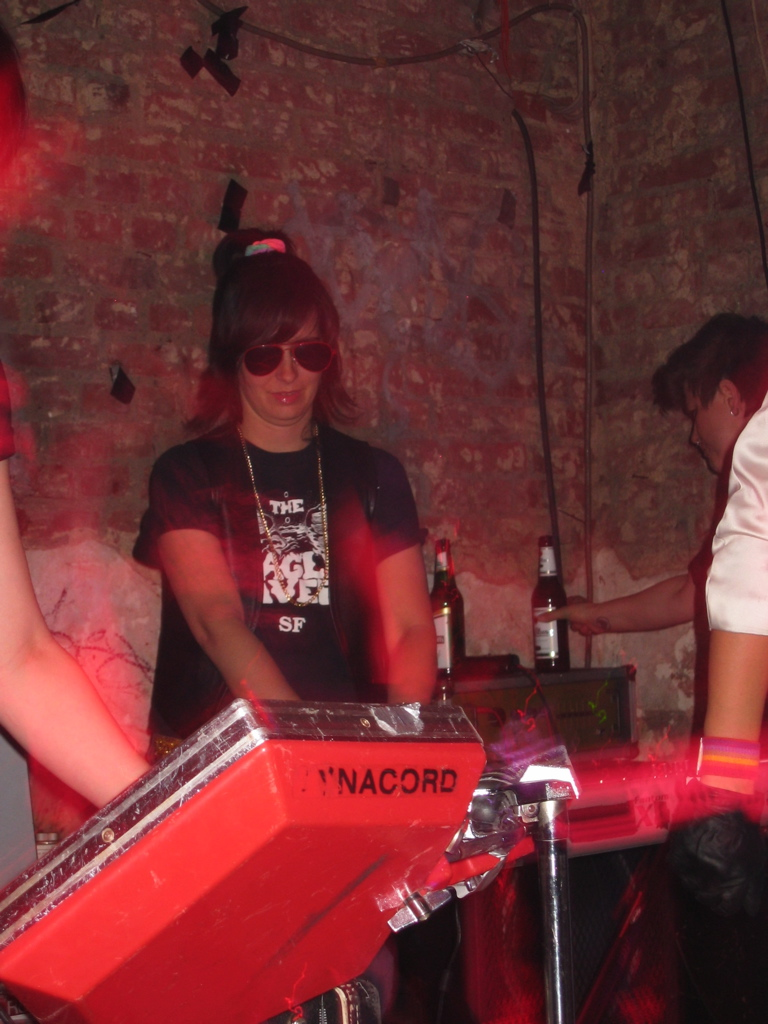
Lesbians on Ecstasy en concert.

Lesbians on Ecstasy est au début composé de Fruity Frankie (voix gutturale) et de Bernie Bankrupt (claviers, ordinateur). Elles seront rejoints par Véronique Mystique (basse) et Jackie the Jackhammer (batterie électronique). Le style musical du groupe se caractérise par des morceaux de titres originaux de chanteuses lesbiennes populaires comme Melissa Etheridge et Tracy Chapman, mélangés avec de la musique électro punk. 
Lesbians on Ecstasy fait la première partie du groupe Le Tigre lors d'une tournée au Canada et aux États-Unis, avant d'enregistrer son premier album. Ce premier opus, du nom du groupe Lesbians on Ecstasy, est sorti le 26 octobre 2004,. Il est enregistré en juin 2004 au studio Hotel2Tango de Montréal. En 2005, la chanson Bitchsy de cet album est utilisée pour la série télévisée Queer as Folk. 
La même année, Lesbians on Ecstasy est élu « album de l'année » par le magazine américain The Advocate. Au cours de l'été 2005, le groupe enregistre son album suivant, Giggles in the Dark. Il est publié le 20 septembre 2005, et contient des chansons de Lesbians on Ecstasy remixées par des groupes et artistes tels que Le Tigre, Scream Club, Tracy and the Plastics, Kids on TV (sous le nom de Maggie MacDonald), 1-Speed Bike, DJ AÏ, Jody Bleyle (la reformation du groupe Team Dresch), Katastrophe et Sean Kosa. D'autres remixes, du producteur français Electrosexual et du groupe Branx, sont par ailleurs disponibles en téléchargement sur leur site web.
En 2007 sort leur troisième et dernier album studio en date, We Know You Know. Cette même année, le groupe ne donne plus signe d'activité.

## Discographie

### Albums studio
- 2004 : Lesbians on Ecstasy
- 2005 : Giggles in the Dark (album remix)
- 2007 : We Know You Know

### Singles et EP
- 2004 : Tell Me Does She Love the Bass (7" single)
- 2004 : U Feel Love (split 12" avec The Unireverse sur Total Zero Records)
- 2005 : Tell Me Does She Love the Bass (remixé par Electrosexual) (Alien8 Recordings)

### Compilations
- 2006 : Don't _ withthe. aiff (sur la compilation A Silence Broken)